# GPU
Grafički procesor, GPU, grafička procesorska jedinica ili grafički čip (ponekad i VPU) jest procesor specijaliziran za prikazivanje obične i napredne računalne grafike. Grafički čip se obično nalazi na grafičkim karticama ili matičnim pločama. 
O njemu u najviše ovise mogućnosti grafičke kartice, a u puno manjoj mjeri o količini memorije na istoj. Grafičkom procesoru je glavna zadaća obavljati obrađivanje scene, dok memorija služi kao spremnik za teksture i ostale neophodne podatke. Što je brža memorija na grafičkoj kartici, to brže ona može pohraniti i dostaviti podatke koje GPU obrađuje.
Grafički čip je programiran tako da vrlo brzo obrađuje razne vrste grafike. Prvi grafički čipovi su imali primitivne operacije kojima se iscrtavanje trokuta, krugova i kutova izvršavalo mnogo brže, što ujedno znači da je glavni procesor oslobođen i ne mora izvršavati te operacije što rezultira u ukupno većoj brzini sustava. Svi noviji čipovi imaju podršku za obrađivanje jednostavnih i naprednih 3D i video operacija.

## Proizvođači GPU-ova
- nVIDIA
- AMD (do serije 6xxx ATi)
- Intel
- Matrox
- S3 Graphics
- SiS
- VIA
- Fujitsu
- 3Dlabs
- XGI Technology
- 3dfx (sada dio NVIDIE)
- Falanx Microsystems - Mali - sada ARM Norveška